# ミモシナーゼ
ミモシナーゼ (Mimosinase、EC 3.5.1.61) は、以下の化学反応を触媒する酵素である。
(S)-2-アミノ-3-(3-ヒドロキシ-4-オキソ-4H-ピリジン-1-イル)プロパン酸 + 水{\displaystyle \rightleftharpoons }3-ヒドロキシ-4H-ピリド-4-オン + L-セリン
したがって、この酵素の基質は、(S)-2-アミノ-3-(3-ヒドロキシ-4-オキソ-4H-ピリジン-1-イル)プロパン酸と水の2つ、生成物は3-ヒドロキシ-4H-ピリド-4-オンとL-セリンの2つである。
この酵素は加水分解酵素、特に鎖状アミドの炭素-窒素結合に作用するものに分類される。系統名は、ミモシン アミドヒドロラーゼ(mimosine amidohydrolase)である。